# A Design for Life
A Design for Life è un singolo del gruppo musicale gallese Manic Street Preachers, pubblicato nel 1996 ed estratto dal loro quarto album in studio Everything Must Go.

## Tracce
Musiche di James Dean Bradfield e Sean Moore; testi di Nicky Wire, eccetto dove indicato.
CD 1 (UK)
1. A Design for Life
2. Mr Carbohydrate
3. Dead Passive
4. Dead Trees and Traffic Islands (musica e testo: James Dean Bradfield, Sean Moore, Nicky Wire)

CD 2 (UK)
1. A Design for Life
2. A Design for Life (Stealth Sonic Orchestra version)
3. A Design for Life (Stealth Sonic Orchestra instrumental version)
4. Faster (vocal mix) (musica: James Dean Bradfield, Sean Moore; testo: Nicky Wire, Richey Edwards)